# Chuai
Keizer Chūai (仲哀天皇, Chūai-tennō) was de veertiende keizer van Japan, volgens de traditionele opvolgvolgorde.
De naam Chūai Tennō werd postuum aan hem gegeven door latere generaties. Er kunnen geen concrete data over zijn leven worden gegeven en hij wordt door historici eerder gezien als legende. Dit betekent echter niet dat hij nooit heeft bestaan, maar dat er niet genoeg bewijzen voor zijn. De Japanners erkennen hem echter wel als een historische figuur.
Als hij bestond is er geen bewijs dat hij in die tijd de titel van keizer heeft gekregen. Hij zou dan waarschijnlijk een lokale koning geweest zijn die slechts over een gedeelte van Japan heerste.
Volgens de Kojiki en Nihonshoki was hij een zoon van prins Yamato Takeru en daardoor kleinzoon van keizer Keikō. Chuai zijn vrouw was Jingū
Volgens dezelfde legende raakte zijn vrouw bezeten door enkele ongekende goden. De goden beloofden keizer Chūai rijke overzeese landen. Chūai keek dan naar de zee maar kon niets zien en geloofde de goden niet. De goden werden woest en zeiden dat hij zal sterven en nooit het beloofde land zou krijgen. De goden gingen dan naar zijn ongeboren zoon. Volgens de legende zou hij kort daarna gestorven zijn en veroverde zijn weduwe Jingū het beloofde land, wat nu een deel van Korea zou geweest zijn. Volgens een bepaalde versie van die legende zou Chūai zijn zoon drie jaar na zijn dood zijn geboren wat zou kunnen betekenen dat de legende maar een mythe is.
* Regent Jingu staat niet op de traditionele lijst.